# Рябцев, Олег Игоревич
Олег Игоревич Рябцев (род. 20 января 1994 года, Витебск, Беларусь) — беларусский батутист, чемпион Европы (2020), чемпион мира в командном зачёте (2019). Заслуженный мастер спорта Республики Беларусь (2022).

## Спортивная карьера
В 2019 году на чемпионате мира в Токио Олег взял серебряную медаль в синхронных прыжках и золотую медаль в командном зачёте.
На чемпионате Европы 2020, перенесённого в Сочи на 2021 год, взял золотую медаль в индивидуальном первенстве, синхронных прыжках и в командном зачёте.